# Rigómező

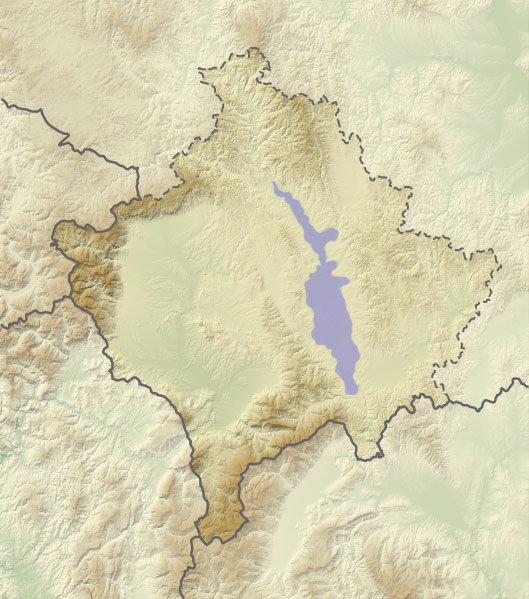
Rigómező fekvése Koszovón belül

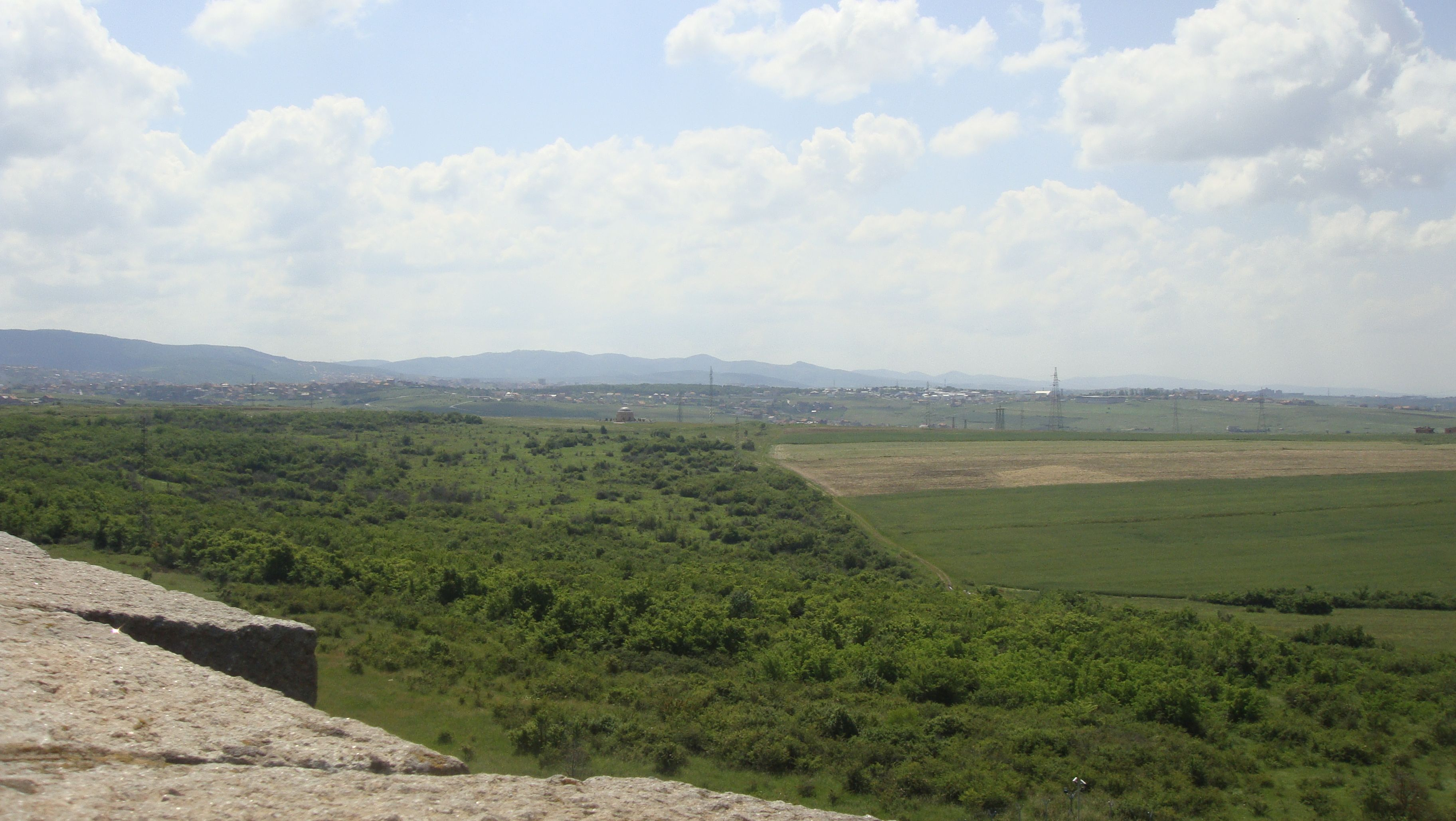
Rigómező

Rigómező (más néven Rigóföld, szerbül Косово Поље / Kosovo Polje, albánul Fushë Kosova), 52 km hosszú és 22 km széles, köves síkság Koszovó területén, Mitrovicától délre és Pristinától nyugatra. A síkságról kapta a nevét Rigómező városa, a szélesebb értelemben vett Koszovó régió és maga az ország vagy tartomány is.

## Történelem
A Rigómező területén több csata is zajlott. A síkság stratégiai szempontból igen fontos terület volt. Szerbiába ugyanis dél felől csak a Šar-hegység szűk átjáróin, a Kačanik-szoroson és Preševo-szoroson keresztül (a mai macedón–szerb határon) lehetett bevonulni, így a Rigómező északi oldalán fekvő Kopaoniki előhegyekben lehetőség nyílt a behatolók megállítására.
Az első rigómezei csata a Balkán középkori történelmének sorsdöntő eseménye volt, amely 1389. június 28-án (a régi ortodox naptár szerint június 15-én, Szent Vid napján) történt a szerbek és az Oszmán Birodalom hadai között, Priština városa közelében. Bár közvetlenül a csata után még nem volt egyértelmű, hogy ki győzött, az események a továbbiakban az Oszmán Birodalom gyors balkáni térhódításának kedveztek.
Rigómező 1405-ben is csata helyszíne volt: két szerb sereg állt egymással szemben. Az egyik Lazarevics Istváné, Lázár Hrbeljanovics cár (Szent Lázár) fiáé volt, a másik Vuk Brankovics fiáé, Brankovics György (Đurađ Branković) szerb despotáé. István legyőzte ellenfeleit, és biztosította hatalmát az ország felett.
A második rigómezei csata 1448. október 17–20. között a Hunyadi János által vezetett magyar–havasalföldi hadak és a II. Murád vezette török sereg között zajlott le. Ez a csata is Priština városa mellett történt, és ismét a törökök kerültek ki győztesen.
A keresztény vereségek döntően befolyásolták a Balkán sorsát, amely több mint négyszáz éven át az Oszmán Birodalomhoz tartozott.
Az első világháború idején is volt egy ütközet itt. Miután az Osztrák–Magyar Monarchia lerohanta Szerbiát, 1915. október 14-én az August von Mackensen vezértábornagy vezetése alatt álló 11. német hadsereg, és a Kövess Hermann tábornok vezette 3. osztrák–magyar hadsereg (négy bolgár hadtesttel kiegészülve) döntő vereséget mért a szerb csapatokra. Az életben maradt szerbek Albánián keresztül (francia hadihajók segítségével) Korfu szigetére menekültek, a vereség és a menekülés több mint tízezer halottjának nyughelyévé a tenger vált, emiatt a szerb kollektív emlékezet Korfu és környékének vizeit a Plava Grobnica – Kék Sírbolt néven őrizte meg.
(Lásd még: Tamo daleko)